# Kim Ye-ji
Kim Ye-ji (kor. 김예지; ur. 17 listopada 1994 w Seulu) – południowokoreańska wioślarka.
Wzięła udział w zawodach jedynek na igrzyskach olimpijskich w 2012. Zajęła na nich 19. miejsce. W pierwszej rundzie uplasowała się na ostatniej, 6. pozycji w swoim wyścigu eliminacyjnym z czasem 8:04,68 s. W repasażach wygrała swój wyścig eliminacyjny z czasem 7:50,64 s, dzięki czemu przeszła do ćwierćfinału, w którym odpadła zajmując 4. miejsce w swoim wyścigu eliminacyjnym z czasem 8:08,39 s. Była najmłodszym wioślarzem na tych igrzyskach.
Jej trenerami są Hyun Chul Chang i Moon Sik Hyun.